# USB集线器

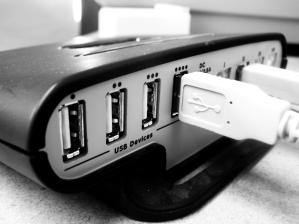
一个USB集线器

USB集线器（英語：USB hub）是一个让多个USB设备连接到计算机上一个USB接口或另一个USB集线器上某个接口的设备。

## 物理安排
一个USB接口、一个USB集线器和若干个外围设备可以构建一个USB网络。

### 长度限制
根據USB 1.1標準，电缆长度被限制在3米之内。USB集线器可以被用作一个“中继器”，可以每次延长大約5m电缆长度。
此外，內置晶片的主動式電纜（active cable）也適合長距離的接駁。

## 供电
一个通过总线供电的USB集线器使用了主板上对应USB接口的所有电流。通常情况，它的运行并不需要额外的外部电源。但是，许多外围设备（尤其是在它们同时工作的时候）需要的电量比这种方式所能提供的电量更多，有时这样会导致某些耗电大的设备不能正常工作，例如移动硬盘。
每个主USB接口设计电压为5V，电流通常为100mA至500mA。通过USB集线器连接到这个主USB接口的外围设备和USB集线器自己将共享它所能提供的电流。当电流供不应求时，系统将会提示用户。
现在许多独立供电的USB集线器可以从外部电源增加供电来解决这个问题。

## 电子设计
大多数USB集线器使用一个或多个集成控制器芯片，其中有几个来自不同制造商的设计。最多支持四端口集线器的系统，但使用16端口集线器控制器集线器也可以在行业[4]，但也有一些16端口集线器实际上包含四个四端口级联控制器。一些集线器控制器的附加功能，包括控制端口LED（有时是自动的，有时是在电脑主机的控制下）和PS/2鼠标和键盘的USB转换。